# Palacio arzobispal de Sevilla
El palacio arzobispal de Sevilla se encuentra en la plaza Virgen de los Reyes del barrio Santa Cruz. Es la residencia del arzobispo de la Archidiócesis de Sevilla (España), que desde 2021 es José Ángel Saiz Meneses. 
Fue declarado Monumento Histórico Artístico en el año 1969. Es visitable en grupos dos sábados al mes.

## Ubicación

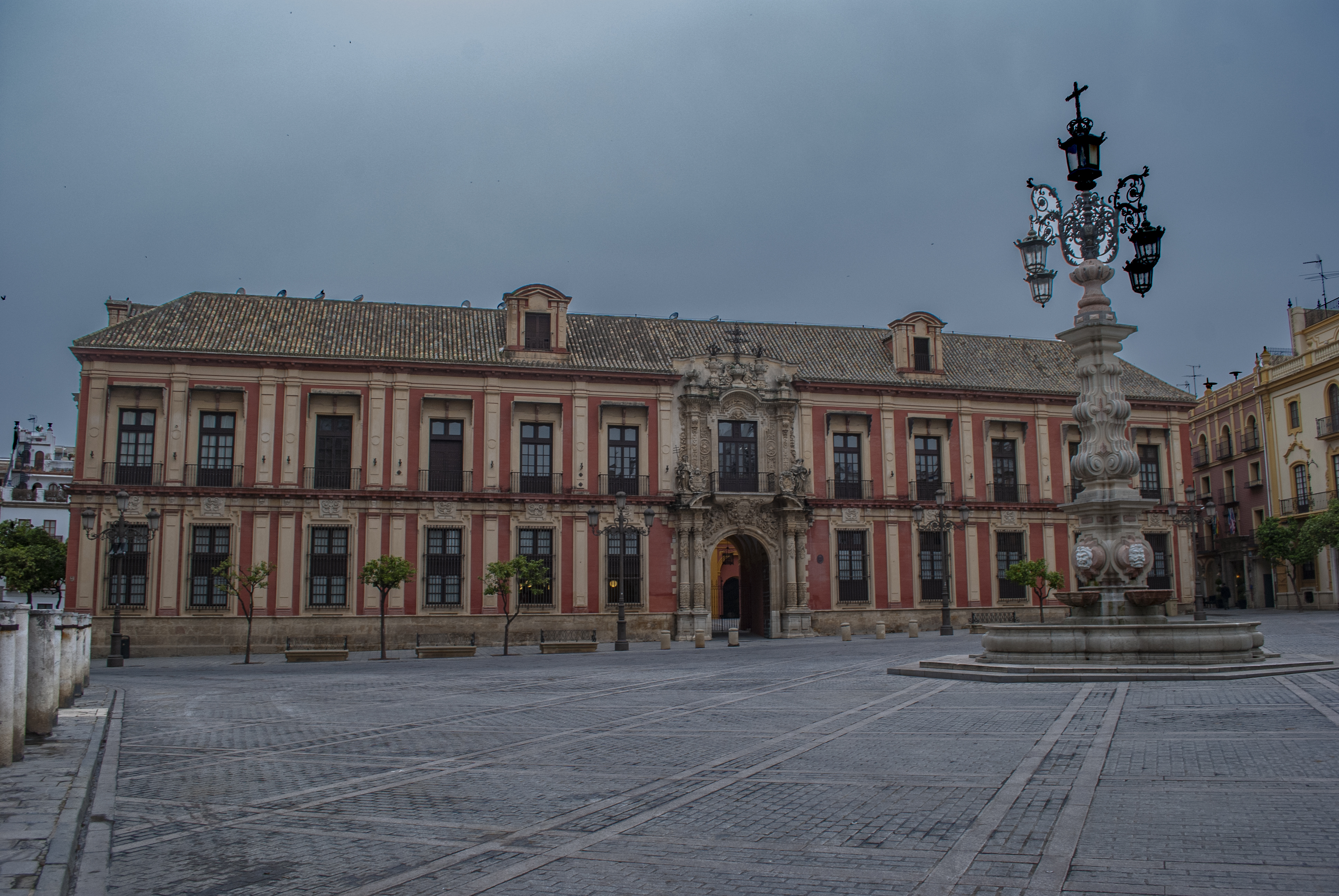
Vista desde la fuente.

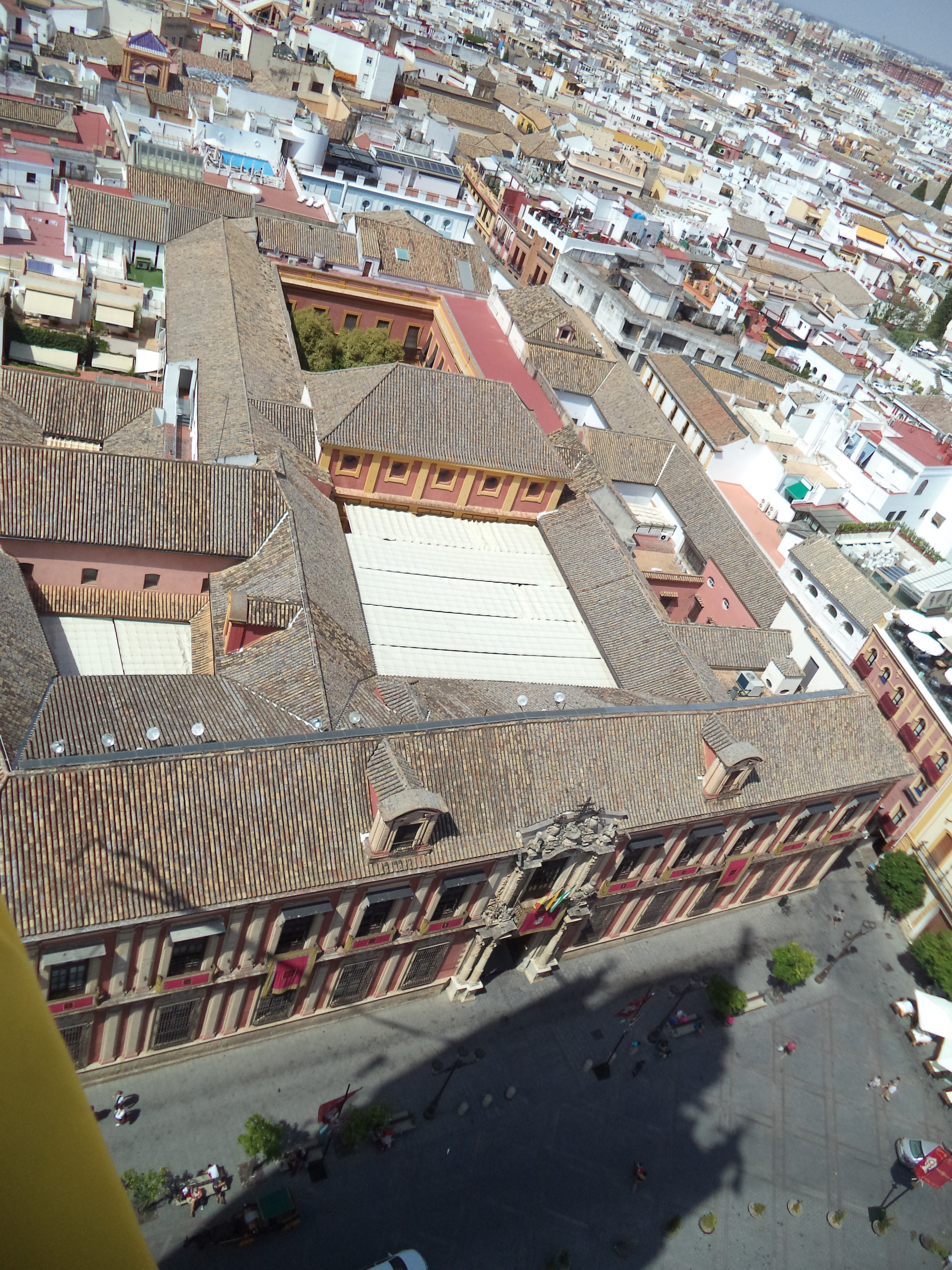
Palacio Arzobispal desde la Giralda

El palacio se encuentra cerca de la catedral de Sevilla. Tiene una extensión de 6 700 m², ocupando casi toda una manzana. Está delimitado por la plaza Virgen de los Reyes al sur, la calle Don Remondo al este, la calle Segovias al norte y las calles Placentines y Cardenal Carlos Amigo Vallejo al oeste.

## Historia
En donde actualmente está el tercer patio del palacio, al norte, en la parte adaptada como Hotel Los Seises, se encontraron entre 1990 y 1991 restos de infraestructuras hidráulicas romanas (posiblemente un complejo termal) de entre los siglos II y III d. C..
La zona estuvo abandonada durante la época musulmana hasta que, en el último tercio del siglo XII, se construyó la mezquita aljama. En la época almohade debieron existir en donde actualmente está el palacio varios adarves y edificios domésticos.
En 1248 Fernando III de Castilla tomó Sevilla. El origen del palacio está el 6 de enero de 1251, cuando el rey le dio a don Remondo, obispo de Segovia y notario suyo, unas casas en la plazuela llamada de Santa María que tenían bodega, cocina, establo y huerta. Este inmueble estaba junto a una casa del obispo de Jaén y un adarve de la época musulmana.
El 17 de diciembre de 1262 don Remondo, entonces obispo de Sevilla, amplió el inmueble adquiriendo unas casas colindantes. Hacia 1347 el arzobispo Nuño de Fuentes incorporó otras casas.
En el norte del palacio, dando a la actual calle Segovias, se conserva un escudo de Gonzalo de Mena y Roelas, arzobispo entre 1393 y 1401.
Según el historiador del siglo XVII Diego Ortiz de Zúñiga, el 15 de enero de 1393 el arzobispo Gonzalo de Mena reunió en el palacio arzobispal a nobles enfrentados, consiguiéndose una paz entre ellos.
En mayo de 1503 se emprendieron obras para mejorar el abastecimiento de agua al palacio, por conducciones que provenían del Alcázar.
Diego de Deza y Tavera, arzobispo entre 1505 y 1523, realizó importantes reformas en el inmueble. Como estaba basado en un conjunto de casas antiguas y no tenía la forma considerada necesaria para un palacio arzobispal, las reformas consistieron en la disposición de cuartos para los capellanes, refectorio, un oratorio con bastante capacidad, graneros y oficinas. En la planta baja del tercer patio se encontraba la capilla del arzobispo Deza, figurando su escudo en el artesonado, en el zócalo, en la solería y en el testero de la fachada sur. En el testero de la fachada sur se encuentra también el escudo real, porque Deza había sido confesor de los Reyes Católicos, preceptor del príncipe Juan, gran canciller de Castilla y capellán mayor y consejero de Fernando el Católico.
En tiempos de Diego de Deza se incorporó al palacio una casa mudéjar, que se ha conservado. Cuenta con pilares de ladrillo, arquerías enmarcadas con alfices y cubiertas de madera.
Se cree que fue con Alonso Manrique, arzobispo entre 1523 y 1538, cuando se construyó una galería con columnas que se incorporó a finales del siglo XX a la cafetería del Hotel Los Seises. En la parte más al norte de la fachada de la calle Don Remondo, los dos últimos balcones son de los tiempos de Manrique y tienen su escudo. El resto de los balcones, alineados con esos, son del siglo XVIII.
Con Rodrigo de Castro Osorio, arzobispo entre 1582 y 1600, se inició la reforma que hizo del conjunto de casas que habían formado el inmueble un conjunto palaciego unitario. Hacia 1586 el milanés Vermondo Resta fue nombrado arquitecto del arzobispado. Su actividad se centró en el apeadero, los dos primeros patios y sus dependencias anexas, así como en el tercer patio-jardín de más al norte. Las obras de Vermondo Resta continuaron con Fernando Niño de Guevara, arzobispo entre 1601 y 1609.
La escalera del tercer patio, al norte, debió ser realizada en tiempos de Luis Fernández de Córdoba Portocarrero, arzobispo entre 1624 y 1625, ya que en su bóveda está labrado su escudo.
Con Agustín de Spínola Basadone, arzobispo entre 1645 y 1649, se construyó la fuente del segundo patio, uno de los corredores altos y la actual capilla. Esta capilla se encuentra en la planta alta, en el frente norte del apeadero, y cuenta con el escudo de este arzobispo. En 1780, siendo arzobispo Francisco Javier Delgado Venegas, se comenzó con la restauración de esta capilla, se colocaron los actuales retablos y se construyó el ábside en dirección a la fachada del apeadero, edificada hacia 1700.
Con Antonio Payno Osorio, arzobispo entre 1663 y 1669, el palacio fue restaurado. Su escudo se encuentra en la bóveda de la escalera principal, en el anteoratorio y en la entrada del archivo. En 1664 se incorporaron unas casas al palacio. De este periodo son el anteoratorio y el oratorio, que se encuentran junto al Salón del Trono.
En tiempos de Ambrosio Ignacio Spínola y Guzmán, arzobispo entre 1669 y 1684, se encargó a Juan de Valdés Leal una serie de pinturas dedicadas a san Ambrosio de Milán para el oratorio bajo, que actualmente no existe. Esta serie fue saqueada en el siglo XIX, con la invasión francesa de Sevilla, y los cuadros se dispersaron por colecciones privadas en el extranjero. Cinco de estos cuadros regresaron a España, ya que en 1991 el Museo de Bellas Artes de Sevilla adquirió uno y en 2002 el Museo del Prado de Madrid compró cuatro.
Con Jaime de Palafox y Cardona, arzobispo entre 1685 y 1701, se hicieron reformas en el interior del palacio. De esta etapa es la escalera de mármol rojo, realizada por Manuel Ramos, religioso del Convento de los Terceros Franciscanos de Sevilla. En 1699 el arquitecto Pedro Romero realizó un proyecto para las fachadas oeste y sur del edificio, así como de la que da a la calle Don Remondo, comenzándose las obras en el 1700.

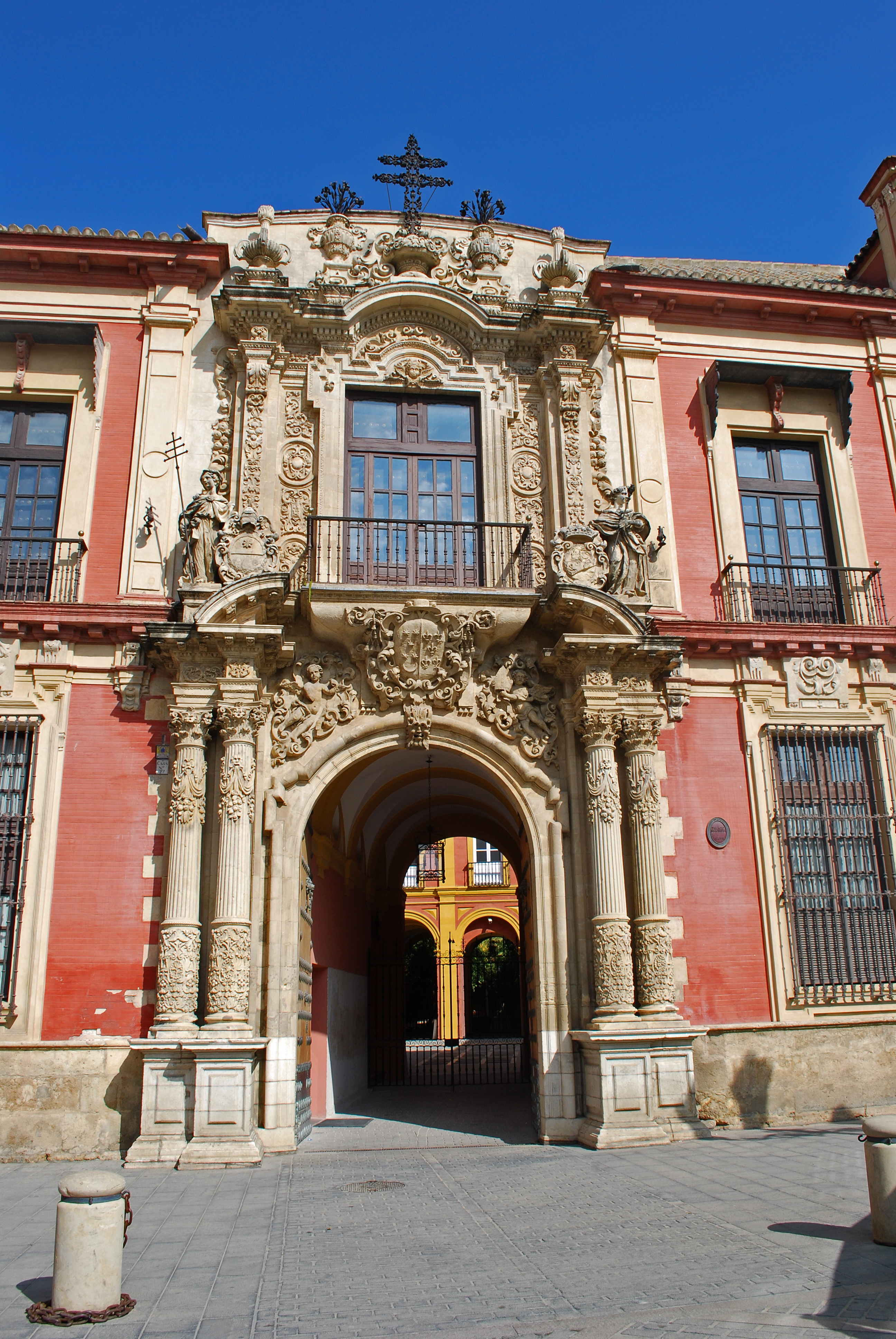
Portada principal.

Pedro Romero proyectó la portada principal, en el lado sur, que fue construida entre 1703 y 1705. Fue concluida siendo arzobispo Manuel Arias y Porres, que ocupó el cargo entre 1704 y 1717, y su escudo se encuentra bajo el balcón. En el lado izquierdo se encuentra el escudo del papa Clemente XI y a la derecha el escudo real.
La portada principal, en el lado sur, fue realizada por el maestro cantero Lorenzo Fernández de Iglesias. Las estatuas que sostienen los escudos de la portada principal se asemejan en estilo a las que representan doce disciplinas en la portada del Palacio de San Telmo realizadas por Pedro Duque Cornejo, por lo que es posible que le correspondiese esta labor escultórica. Fernández de Iglesias dejó sin terminar el remate de la portada principal, donde debían estar la peana de la cruz de hierro y las dos jarras para contener azucenas de hierro. En 1705 el maestro cantero Juan Antonio Blanco se obligó a realizar esta parte de la portada, según diseño del maestro mayor Diego Antonio Díaz. La cruz y las azucenas fueron realizadas por José Malaver.
Romero proyectó también la portada del lado oeste, pero murió en 1711. Esta fue terminada siendo arzobispo Felipe Antonio Gil de Taboada, entre 1720 y 1722, y lleva el escudo de este prelado. La realización corrió a cargo del maestro mayor Diego Antonio Díaz y del maestro cantero Lorenzo Fernández de Iglesias.

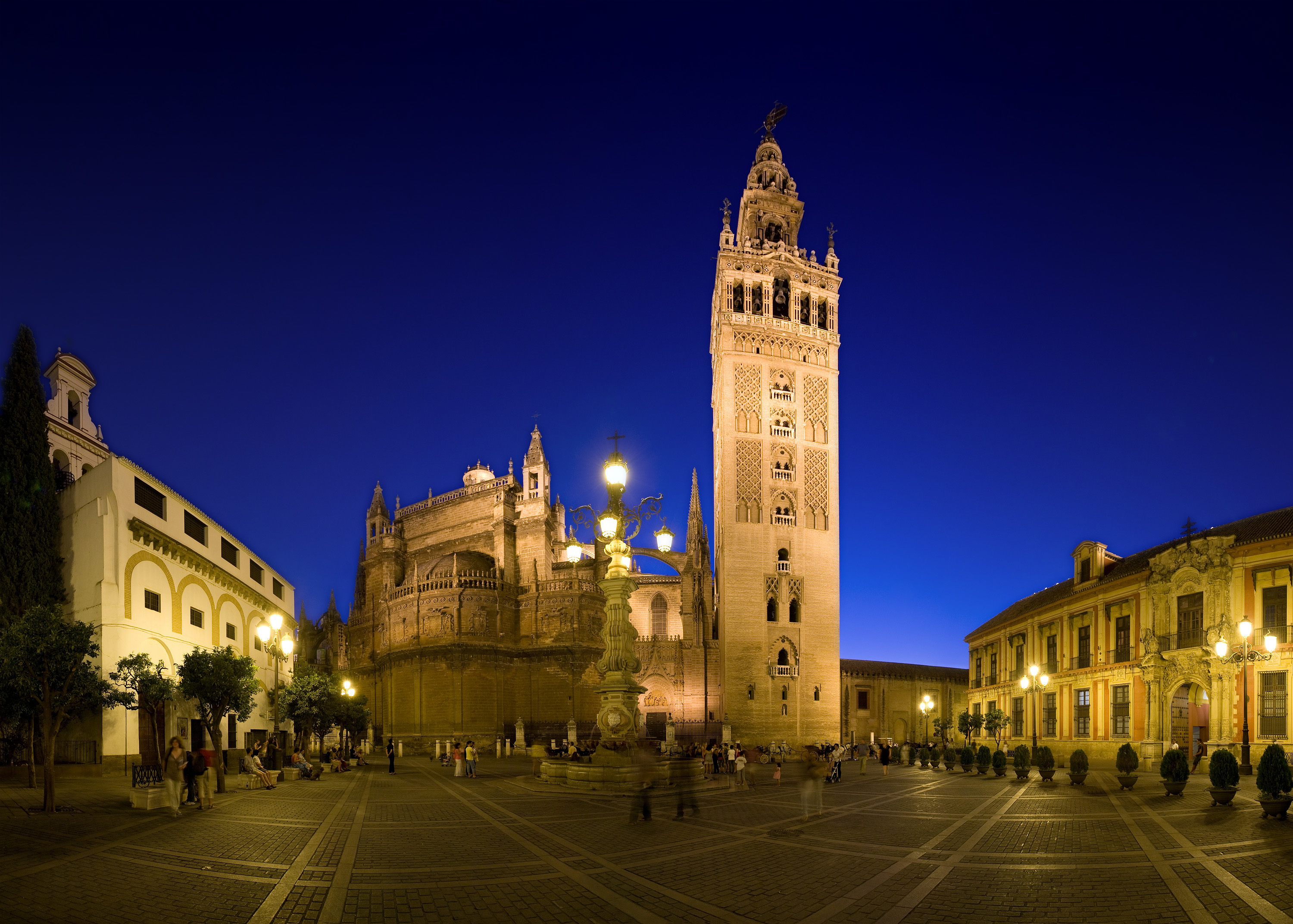
Vista general de la plaza de la Virgen de los Reyes, con el palacio arzobispal a la derecha de la imagen.

Luis de Salcedo y Azcona, arzobispo entre 1723 y 1741, juntó una biblioteca en el palacio.
Francisco de Solís y Folch de Cardona, arzobispo entre 1755 y 1775, mandó hacer el Salón del Trono. Este fue construido por José Álvarez y Antonio de Figueroa y Ruiz. Su escudo está en las galerías de las cortinas. La carpintería de la cubierta y la decoración estuvieron a cargo de Francisco del Valle. En las galerías de las cortinas de este salón está el escudo de Solís. Su escudo está también labrado en la chimenea de piedra que hay en la Galería del Prelado.
Con Francisco Javier Delgado Venegas, arzobispo entre 1776 y 1781, se hicieron obras de restauración a cargo del arquitecto Antonio Figueroa y del carpintero Francisco del Valle. La restauración se centró en la solería, las cubiertas, la decoración de la escalera principal, la capilla, la fachada y algunas estancias. Entre 1778 y 1780 se colocaron guardapolvos de pizarra en los balcones. De esta etapa se pueden destacar las pinturas de la escalera principal, realizadas por Juan de Espinal.
Delgado y Venegas murió en 1781 pero las obras continuaron con su sucesor, Alonso Marcos de Llanes Argüelles. Estuvieron a cargo del maestro mayor del arzobispado José Álvarez desde 1782, siguiendo la carpintería a cargo de Francisco del Valle. Las obras concluyeron en 1784. De la etapa de Llanes son las pinturas de José Rodríguez que se encuentran en las estancias del prelado. En 1792 Llanes abrió la biblioteca del palacio arzobispal al público.
Llanes también realizó varios encargos al pintor José Suárez para la decoración del palacio arzobispal de Sevilla y del palacio arzobispal de Umbrete, utilizado por los arzobispos como residencia estival.
Entre 1810 y 1812, durante la invasión francesa de Sevilla, el mariscal Jean de Dieu Soult residió en el palacio. El Salón Principal se convirtió en salón de baile y los lugares colindantes se usaron como salón de juegos y ambigú. El asentista Mayer se hizo cargo de la nueva decoración. En la fuente del segundo patio se cambió el agua por vino.
En 1816 un arzobispo, Romualdo Mon y Velarde, ocupó de nuevo el palacio.
El 6 de mayo de 1848 el duque de Montpensier y su esposa, la infanta María Luisa, se alojaron en el palacio arzobispal mientras se preparaba el Alcázar, a donde se trasladaron el 12 de mayo. Se instalaron en el Palacio de San Telmo a principios de septiembre de 1849.
En la década de 1970 los salones altos junto a las fachadas principales fueron restaurados por el arquitecto Rafael Manzano Martos.
Entre 1990 y 1991 el sector norte del palacio fue adaptado como Hotel Los Seises por el arquitecto Jorge Peña Martín.
En 1993 el arquitecto Gonzalo Díaz Recasens dirigió obras de limpieza de las fachadas y portadas. También se dedicó a la restauración de las cubiertas de la escalera principal.

## Contenido

### Pintura y escultura
Los académicos Enrique Valdivieso y Juan Miguel Serrera inventariaron las pinturas del palacio en 1979, contabilizando 296.
Las pinturas son de entre los siglos XVI y XX, aunque la mayoría son de los siglos XVII y XVIII.
Hay un cuadro de la Virgen con un donante, del primer tercio del siglo XVI. También hay un cuadro de la Inmaculada realizado por Cristóbal Gómez en 1589, procedente de la Iglesia del Salvador.
El Salón Principal tiene un techo con 60 lienzos, realizados en 1604 por encargo del cardenal Niño de Guevara. Valdivieso y Serrera consideraron que se trataba de obras de dos autores anónimos españoles, que hicieron inspirándose en estampas de Durero, Marten de Vos, Vico y Brint. En este salón también hay pinturas de temas bíblicos realizadas por Juan de Zamora en el siglo XVII y las pinturas de los doce apóstoles realizadas por Sebastián de Llanos y Valdés hacia 1663-1669.
También del siglo XVII son tres pinturas de la Virgen de Matías de Arteaga y Alfaro.
El techo de la Galería del Prelado también tiene pinturas del siglo XVII con la historia de Noé, así como alegorías de los cuatro elementos y las estaciones del año.
El palacio alberga también un cuadro de la Inmaculada realizado por Francisco Pacheco hacia 1620.
También está el lienzo La Inmaculada con monjas franciscanas, procedente de la Hermandad de la Vera Cruz, y realizado por Francisco de Herrera el Viejo hacia 1614.
Hay un cuadro que representa a Rodrigo Fernández de Santaella, fundador de la Universidad de Sevilla, que fue realizado hacia 1640 y es del taller de Francisco de Zurbarán.
De Bartolomé Esteban Murillo están los cuadros La Virgen entregando el rosario a santo Domingo, de hacia 1640 y procedente del Convento de Regina Angelorum, y La Inmaculada con fray Juan de Quirós, de 1653 y procedente de la Hermandad de la Vera Cruz.
El italiano Mattia Preti realizó hacia 1660 lienzos de Job, San Juan Bautista y Santa Teresa de Ávila que fueron traídos al palacio por el arzobispo Arias.
Los neerlandeses Carel van Savoy y Abraham Willaerts realizaron en la segunda mitad del siglo XVII una serie de cuadros sobre el rey David.
Hay retratos del siglo XVII de los arzobispos de Sevilla desde la Reconquista hasta aquella centuria, así como cuadros que presentan a los siguientes prelados hasta Carlos Amigo Vallejo, arzobispo entre 1982 y 2009. Entre los retratos se puede destacar el del arzobispo Salcedo y Azcona realizado hacia 1735 por Domingo Martínez.
También se pueden destacar las pinturas realizadas en la segunda mitad del siglo XVIII por Juan de Espinal para la escalera principal.
De los siglos XIX y XX hay pinturas de José María Romero López, Andrés Cortés y Aguilar, Virgilio Mattoni, Andrés Parladé y Alfonso Grosso.
El palacio tiene pocas esculturas. Puede destacarse la Virgen que preside la capilla, realizada por Cayetano de Acosta en 1776 para la Hermandad Sacramental del Sagrario, adquirida para el palacio en 1777.
También se pueden destacar las yeserías del oratorio y de la escalera del ángulo sureste que dan acceso a las vicarías y a oficinas. Estas yeserías fueron realizadas en tiempos del arzobispo Payno, entre 1663 y 1669.

### Archivo
El archivo está ubicado en el ala noroeste del segundo patio.
Los documentos más antiguos del archivo son del siglo XIV. Entre los siglos XVII y XVIII fue organizado a fondo, redactándose grandes inventarios de las distintas secciones. Este trabajo quedó anulado por el abandono que sufrió el archivo en el siglo XIX. En 1972 empezó a ser reorganizado por el archivero Pedro Rubio Merino. En 1993 había catalogados más de 13000 legajos, unos 300 pergaminos y unos 800 libros. Las principales secciones en las que se distribuyó son las siguientes:
- Capellanías y patronatos (1400-1920), con 3 316 legajos[37]
- Justicia (1450-1900), con 4 104 legajos[37]
- Hermandades y cofradías (1390-1950), con 241 legajos[37]
- Matrimonial (1550-1900), con 2 000 legajos[37]
- Asuntos despachados (siglo XVI al XX), con 2 500 legajos[37]

El archivo también alberga los documentos de la Colegiata del Salvador, el Hospital de San Bernardo, la vicaría de Estepa, la Universidad de Beneficiados y Curas Propios y el Hospital de los Venerables Sacerdotes.

### Biblioteca
La biblioteca se encuentra en el ala suroeste del primer patio.
La biblioteca data de tiempos de Luis Salcedo y Azcona, arzobispo entre 1723 y 1741, que era un gran bibliófilo. Fue abierta al público en 1792, siendo arzobispo Alonso Marcos de Llanes Argüelles.
La biblioteca tiene 1 600 volúmenes. La mayoría de ellos tratan de materias religiosas (teología, moral, derecho canónico, liturgia, oratoria sagrada, patrística, sagrada escritura, etcétera). También alberga enciclopedias, diccionarios geográficos y diccionarios genealógicos, así como obras de arquitectura, arte y grabados.
Tiene algunas ediciones princeps y muchos libros con encuadernaciones artísticas.